# Османська реконструкція Парижа

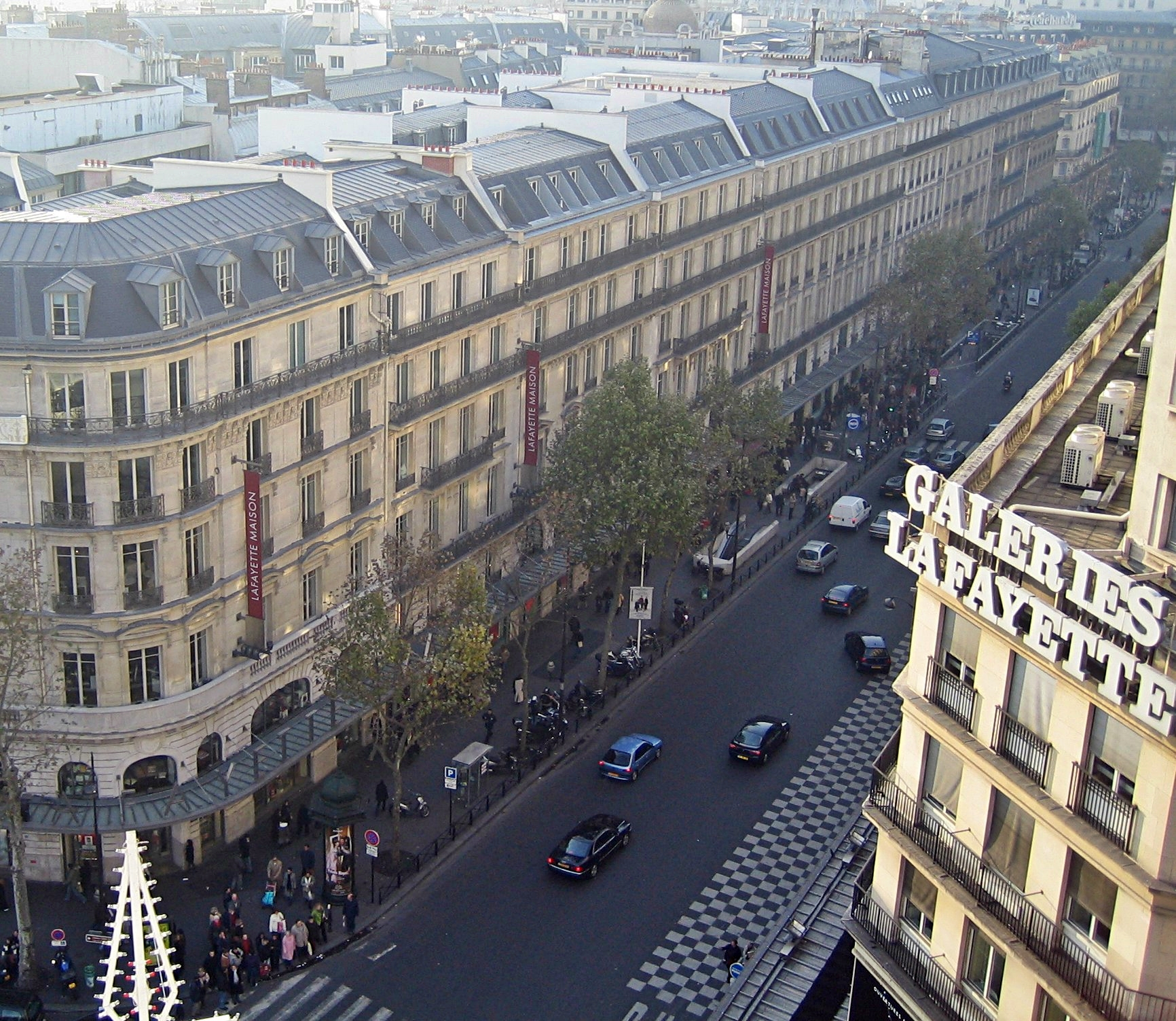
Бульвар Осман

Османська реконструкція Парижа — грандіозна програма громадських робіт на замовлення імператора Наполеона III і виконана префектом департаменту Сени, Жоржем-Еженом Османом між 1853 і 1870 рр. Реконструкція передбачала знесення переповнених і антисанітарних середньовічних кварталів, будівництво широких проспектів, парків та скверів, приєднання передмість, що оточували Париж, і будівництво нових каналізаційних колекторів, фонтанів і акведуків. Реалізація планів Османа зустрілася із запеклою протидією, і він звільняється від служби у Наполеона III в 1870 році; але роботи за його проєктами тривали до 1927. План вулиць і самобутній вигляд центру Парижа сьогодні багато в чому є результатом Османської реконструкції. 

## Перенаселеність, хвороби, злочинність і заворушення в центрі старого Парижа

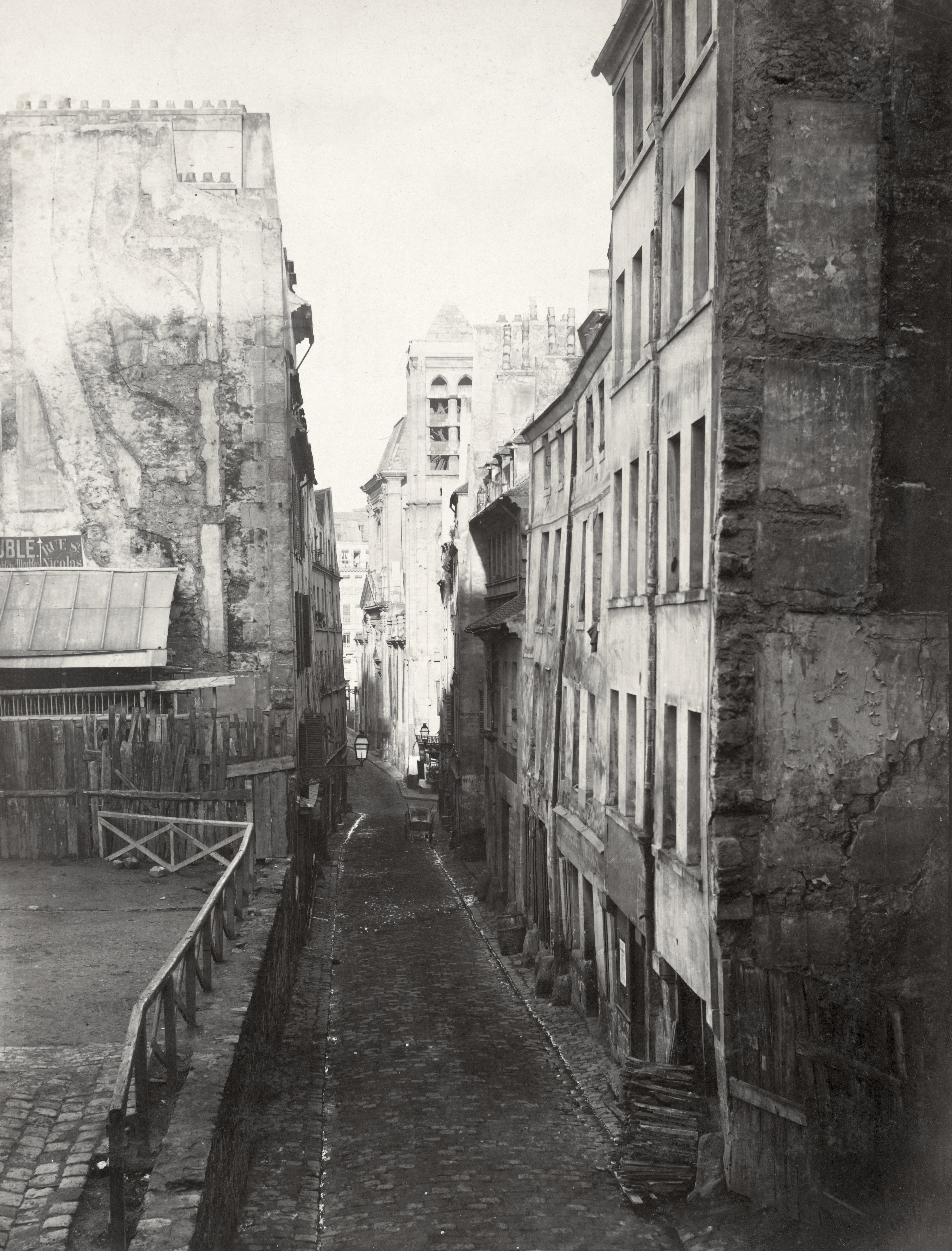
Rue St. Nicolas du Charonnet, одна з вузьких середньовічних вулиць недалеко від Пантеону на лівому березі Сени, в 1850-х.

У середині XIX ст. центр Парижа був переповнений, похмурий, небезпечний та антисанітарний. 1845 року французький громадський діяч Віктор Консидеран писав:» «Париж є величезною майстернею гниття, де злидні, епідемії та хвороби живуть у згоді, куди сонячне світло і повітря рідко проникає. Париж жахливе місце, де рослини зморщуються і гинуть, де з семи маленьких дітей, четверо помирають протягом року». План вулиць острову Сіте і прилеглого кварталу де Арсі, між Лувром і Готелем де Віль, мало змінилися з часу Середньовіччя. Щільність населення в цих районах була надзвичайно висока, в порівнянні з іншою частиною Парижа; в околиці Єлисейських полів, на кожні 186 квадратних метрів припадав один житель; в кварталах Арсі і Санте-Вуа, сьогодні третій округ, налічувався один житель на кожні три квадратних метри. 1840 року лікар описав одну будівлю на острові Сіте, де в одній кімнаті у п'ять квадратних метрів на четвертому поверсі проживало двадцять три особи. У таких умовах хвороби поширювалися дуже швидко. Епідемії холери спустошували місто в 1832 і 1848 роках. Епідемія 1848 року забрала життя п'яти відсотків жителів цих двох районів. Дорожній рух був ще однією серйозною проблемою. Найширші вулиці в цих двох районах п'ять метрів завширшки; найвужчі — один або два метри завширшки. Вагони, карети і вози насилу рухалися вулицями.
Центр міста був також колискою невдоволення і революції; між 1830 і 1848 роками сім збройних повстань і бунтів спалахували в центрі Парижа, зокрема, вздовж передмістя Сент-Антуан, навколо Готеля де Віль і навколо Гори Сен-Женев'єв на лівому березі. Жителі цих районів, що розбирали бруківку та блокували вузькі вулиці барикадами, мали бути витіснені армією.

## Перші спроби модернізувати місто
Міські проблеми Парижа вкоренилися вже у XVIII ст. Вольтер був страшенно невдоволений ринками, які були «розміщені на вузьких вулицях, хизувались своєю паскудністю, поширюючи інфекції і викликаючи постійні розлади». Він писав, що фасад Лувра «прекрасний», але був захований за будівлями, «гідними готів і вандалів». Вольтер протестував, що уряд «інвестував у марність замість того, щоб вкладати гроші у громадські роботи». У 1739 він написав листа до прусського короля: «Я бачив вони стріляли феєрверки; краще б вони почали створювати мерію, красиві площі, чудові та зручні ринки, красиві фонтани, перш ніж, палити феєрверки».
Теоретик архітектури XVIII ст. та історик Катрмер де Квінсі запропонував створити та розширити громадські площі в кожному з районів, розширити площу перед собором Нотр-Дам і церквою Сен-Жерве, і спорудити широку вулицю, щоб з'єднати Лувр з Готелем де Віль, новою мерією. 1794 року під час Французької революції, «Комісія художників» розробила амбітний план будівництва широких проспектів, в тому числі однієї з вулиць у прямій лінії від площі Нації до Лувру, де сьогодні знаходиться авеню Вікторія, та площ з проспектами, що розходяться в різні напрямки, значною мірою з використанням землі, конфіскованої у церкви під час революції, але всі ці проєкти залишилися на папері.
Наполеон Бонапарт також мав амбітні плани щодо відновлення міста. Були розпочаті роботи над каналом, який би доставляв до міста прісну воду, і  на вулиці Ріволі, починаючи від площі Згоди, яке було продовжене лише до Лувру до моменту падіння Імперії. «Якби тільки небеса дали мені ще двадцять років правління та трохи відпочинку,— писав він у вигнанні на Святій Єлені,— ми б сьогодні марно шукали старий Париж; від нього не залишилося б нічого, крім залишків". Середньовічне ядро та планування Парижа мало змінилися за доби Реставрації монархії та за правління короля Луї-Філіппа (1830–1848). Це був Париж вузьких звивистих вуличок і брудних стоків, описаних у романах Бальзака і Віктора Гюго. 1833 року новий префект Сени під керівництвом Луї-Філіппа Клод-Філібер Бартло, граф де Рамбюто зробив скромні покращення санітарії та комунікацій міста. Він побудував нову каналізацію, хоча вона все ще впадала безпосередньо в Сену, і кращу систему водопостачання. Він влаштував 180 кілометрів тротуарів, нову вулицю Лобо; новий міст Луї-Філіппа через Сену; і розчистив відкритий простір навколо готелю де Віль. Він побудував нову вулицю вздовж острова Сіте і три додаткові вулиці поперек неї: Рю д'Арколь, Рю-де-ла-Сіте і Рю Константін. Щоб отримати доступ до центрального ринку в Ле-Аль, він побудував широку нову вулицю (сьогодні вулиця Рамбюто) і розпочав роботу на бульварі Мальшерб. На лівому березі він побудував нову вулицю Суфло, яка звільнила простір навколо Пантеону, і розпочав роботу на вулиці де Еколь, між Політехнічною школою і Колеж де Франс. Рамбюто хотів зробити більше, але його бюджет і повноваження були обмежені. Він не мав дозволів, щоб легко експропріювати власність для будівництва нових вулиць, і перший закон, який вимагав мінімальних стандартів охорони здоров’я для паризьких житлових будинків, не був прийнятий до квітня 1850 року за Луї-Наполеона Бонапарта, тодішнього президента Другої Французької Республіки.

## Луї-Наполеон Бонапарт і початок перебудови Парижа (1848–1852)
Король Луї-Філіпп був повалений під час Лютневої революції 1848 року. 10 грудня 1848 року Луї-Наполеон Бонапарт, племінник Наполеона Бонапарта, переміг на перших прямих президентських виборах у Франції, набравши 74,2% поданих голосів. Його обрали значною мірою завдяки своєму знаменитому імені, а також через його обіцянку спробувати покінчити з бідністю та покращити життя простих людей. Хоча він народився в Парижі, він дуже мало прожив у місті; з семи років він жив у вигнанні в Швейцарії, Великій Британії та США, а шість років був ув’язнений у Франції за спробу скинути короля Луї-Філіппа. Особливе враження на нього справив Лондон з його широкими вулицями, площами та великими громадськими парками. 1852 року він виступив із публічною промовою, в якій заявив: «Париж — серце Франції. Давайте докладемо наших зусиль, щоб прикрасити це велике місто. Давайте відкриємо нові вулиці, зробимо квартали робітничого класу, яким бракує повітря та світла, здоровішими та нехай благодатне сонячне світло проникає всюди в наші стіни». Як тільки він став президентом, він підтримав будівництво першого субсидованого житла для робітників у Парижі, Сіте-Наполеон, на вулиці Рошшуар. Він запропонував завершити будівництво вулиці Ріволі від Лувру до Отелю-де-Віль, завершивши проєкт, розпочатий його дядьком Наполеоном Бонапартом, і почав перетворення Булонського лісу на новий великий громадський парк, створений за зразком Гайд-парку у Лондоні, але набагато більший, у західній частині міста. Він хотів, щоб обидва ці проєкти були завершені до кінця його терміну в 1852 році, але був розчарований повільним прогресом, досягнутим його префектом Сени Жаном-Жаком Берже. Префект не зміг досить швидко перенести роботу на вулиці Ріволі, і оригінальний дизайн Булонського лісу виявився катастрофою; архітектор Жак Іньяс Гіторф, який спроєктував площу Згоди для Луї-Філіппа, дотримувався інструкцій Луї-Наполеона імітувати Гайд-парк і спроєктував два озера, з'єднані струмком для нового парку, проте забувши врахувати різницю висот між двома озерами. Якби вони були побудовані, одне озеро негайно вилилося б в інше.
Наприкінці 1851 року, незадовго до закінчення терміну повноважень Луї-Наполеона Бонапарта, ні вулиця Ріволі, ні парк не просунулися дуже далеко. Він хотів балотуватися на переобрання в 1852 році, але був заблокований новою Конституцією, яка обмежувала його одним терміном. За зміну Конституції проголосувала більшість депутатів, але не необхідна більшість у дві третини. Не маючи можливості знову втекти, Наполеон за допомогою армії здійснив державний переворот 2 грудня 1851 р. і захопив владу. Його супротивники були заарештовані або заслані. Наступного року, 2 грудня 1852 року, він оголосив себе імператором, прийнявши тронне ім'я Наполеон III.

## Робота Османа над Великим перехрестям Парижа (1853–1859)

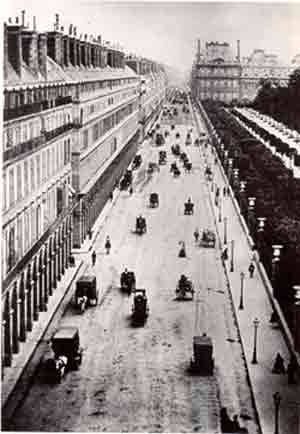
Вулиця Ріволі, зображена тут у 1855 році, була першим бульваром, побудованим Османом і стала моделлю для інших.

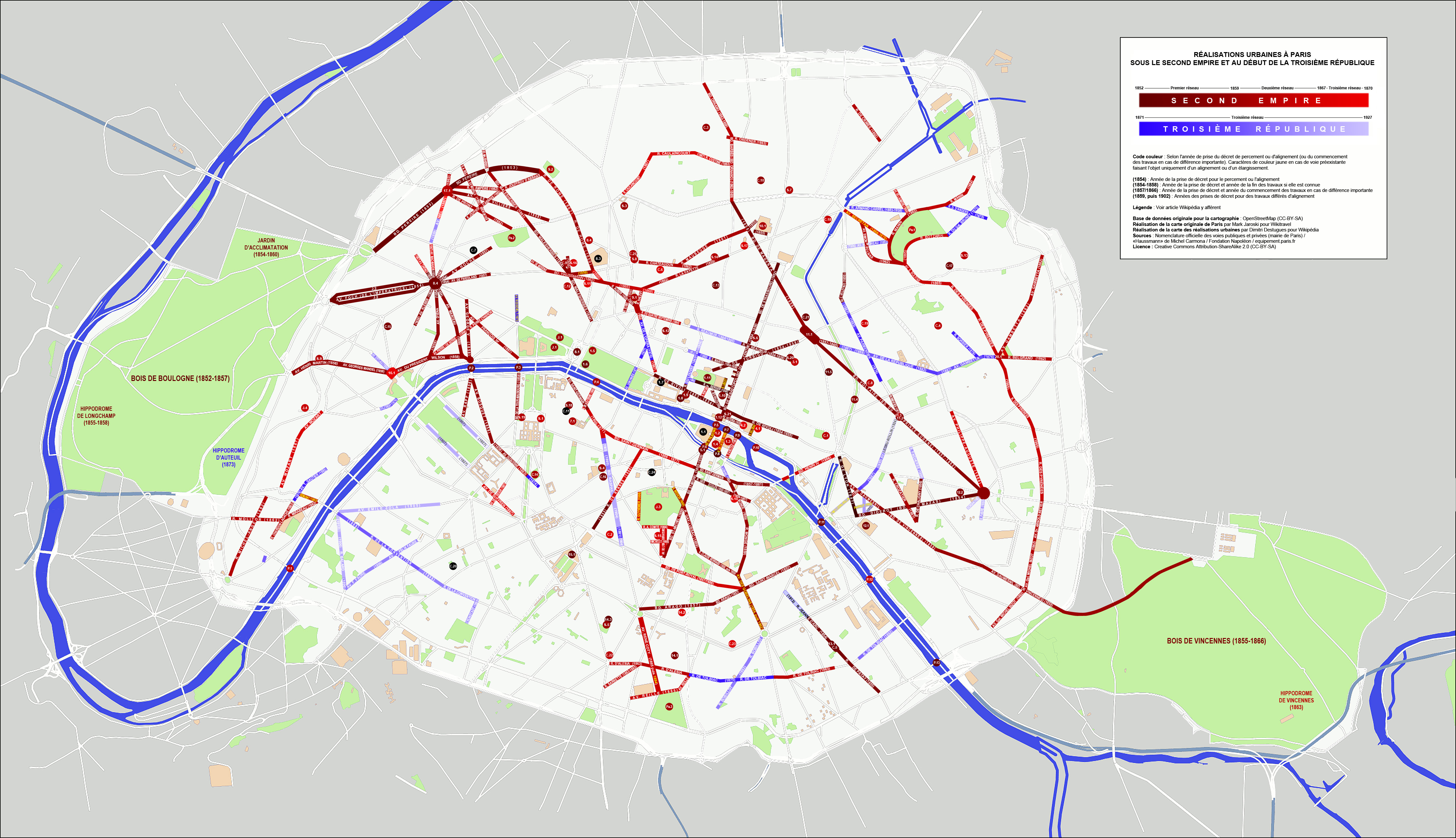
Бульвари та вулиці, побудовані Наполеоном III і Османом під час Другої імперії, зображені червоним кольором. Ними також було збудовано парк Булонський ліс (зелена зона зліва), парк Венсенський ліс із зоопарком (зелена зона праворуч), парк Буте-Шомон, парк Монсурі і десятки менших парків і скверів.

Наполеон III звільнив Бергера з посади префекта Сени і шукав ефективнішого менеджера. Міністр внутрішніх справ Віктор де Персіньї провів інтерв’ю з кількома кандидатами і обрав Жоржа-Ежена Османа, уроженця Ельзасу і префекта Жиронди, який вразив Персіньї його енергією, зухвалістю та вмінням долати або обходити проблеми та перешкоди. 22 червня 1853 року він став префектом Сени, а 29 червня імператор показав йому карту Парижа і доручив Осману «aérer, unifier, et embellir» Парижа: надати йому повітря і відкритий простір, з'єднати і об'єднати різні частини міста в одне ціле, щоб зробити його красивішим.
Осман негайно розпочав перший етап реконструкції, якого прагнув Наполеон III: завершення «Grande croisée de Paris», Великого перехрестя в центрі Парижа, яке поліпшило б стан комунікацій зі сходу на захід уздовж вулиці Ріволі і вулиці Сент-Антуан, а також сполучення північ-південь уздовж двох нових бульварів, Страсбургзького та Севастопольського. Велике перехрестя було запропоноване Конвентом під час революції і започатковане Наполеоном I; Наполеон III був сповнений рішучості завершити його побудову. Добудові вулиці Ріволі було надано ще більший пріоритет, тому що імператор очікував завершення до відкриття Паризька Всесвітня виставка 1855 року, лише через два роки, і він хотів, щоб проєкт включав новий готель, Гранд-отель Лувр, перший великий розкішний готель у місті, де розміщувались імперські гості на виставці.
При імператорі Осман мав більшу владу, ніж будь-який з його попередників. У лютому 1851 року сенат Франції спростив закони про експропріацію, надавши йому повноваження експропріювати всю землю по обидва боки нової вулиці; і він не повинен був звітувати перед парламентом, лише перед імператором. Французький парламент, контрольований Наполеоном III, надав п’ятдесят мільйонів франків, але цього було майже недостатньо. Наполеон III звернувся до братів Перейра, Еміля та Ісаака, двох банкірів, які створили новий інвестиційний банк Креді Мобільє. Брати Перейри організували нову компанію, яка зібрала 24 мільйони франків для фінансування будівництва вулиці в обмін на права на будівництво нерухомості вздовж маршруту. Це стало зразком для будівництва всіх майбутніх бульварів Османа.
Щоб вкластися в терміни, 3 тис. робітників працювали на новому бульварі цілодобово. Вулиця Ріволі була завершена, і новий готель відкрився в березні 1855 року, вчасно зустрівши гостей на виставці. З'єднання було зроблено між вулицею Ріволі і Сент-Антуан. Під час робіт Осман змінив стиль площі Каррузель, відкрив нову площу, площу Сен-Жермен л'Осерруа, звернену до колонади Лувру, і реорганізував простір між Отелем-де-Віль і площею Шатле. Між Отелем-де-Віль і площею Бастилії він розширив вулицю Сент-Антуан; він намагався врятувати історичні отель Сюллі і отель Майен, але багато інших будівель, як середньовічних, так і сучасних, були знесені, щоб звільнити місце для ширшої вулиці, а також кілька старовинних, темних і вузьких вулиць, як л'Арше-Маріон, Шевальє-ле-Гуе і Мовез-Пароле, зникли з карти.
У 1855 році розпочалися роботи на осі північ-південь, починаючи з Страсбурзького бульвару та бульвару Севастополя, які прорізали центр деяких із найлюдніших районів Парижа, які часто зачіпала епідемія холери, особливо між вулицями Сен-Мартен і Сен-Дені. «Це було знищення старого Парижа», — із задоволенням писав Осман у своїх «Мемуарах», – околиці заворушень і барикад, з одного кінця в інший». Севастопольський бульвар закінчувався на новій площі Шатле. Через Сену був побудований новий міст Міняйл, який перетинав острів серед нової забудови. На лівому березі вісь з півночі на південь продовжувалася бульваром Сен-Мішель, який прорізався по прямій від Сени до Обсерваторії, а потім, як вулиця д'Енфер, тягнувся аж до траси д'Орлеан. Вісь північ-південь була завершена в 1859 році.
Дві осі перетиналися на площі Шатле, що робить її центром Парижа Османа. Осман розширив площу, переніс фонтан Дю Палм'є, побудований Наполеоном I, до центру і побудував два нових театри, один проти одного через площу; Імперський цирк (нині Театр Шатле) і Драматичний театр (тепер Театр Ла-Віль).

## Створення мережі нових бульварів (1859–1867)

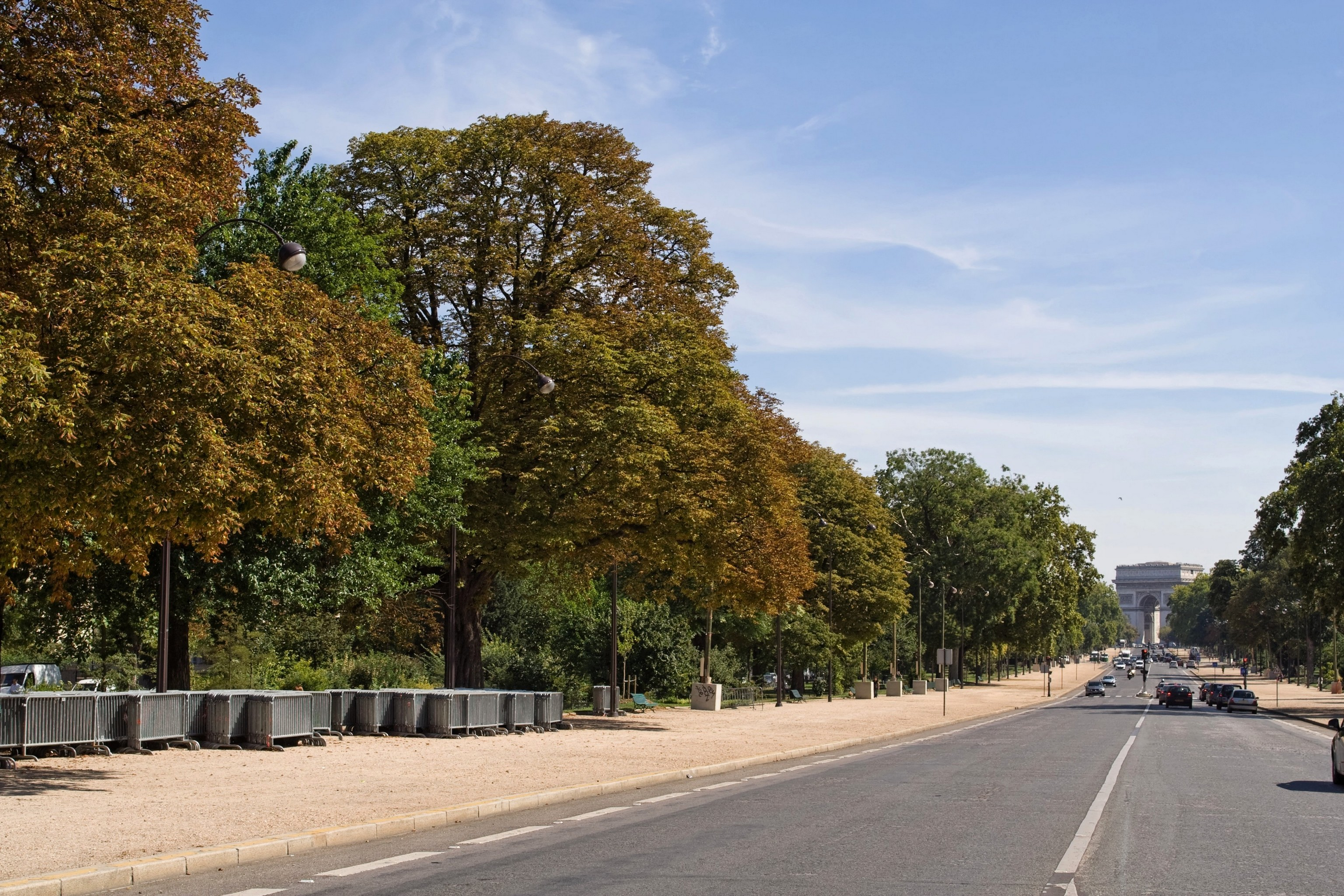
Усаджений деревами проспект Імператриці (зараз проспект Фоша) був розроблений Османом в якості парадного входу до Булонського лісу.

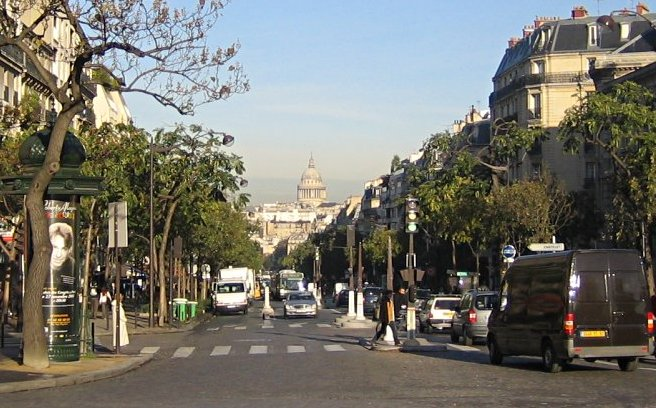
З нового проспекту Гобеленів на лівому березі відкривався вид на Пантеон.

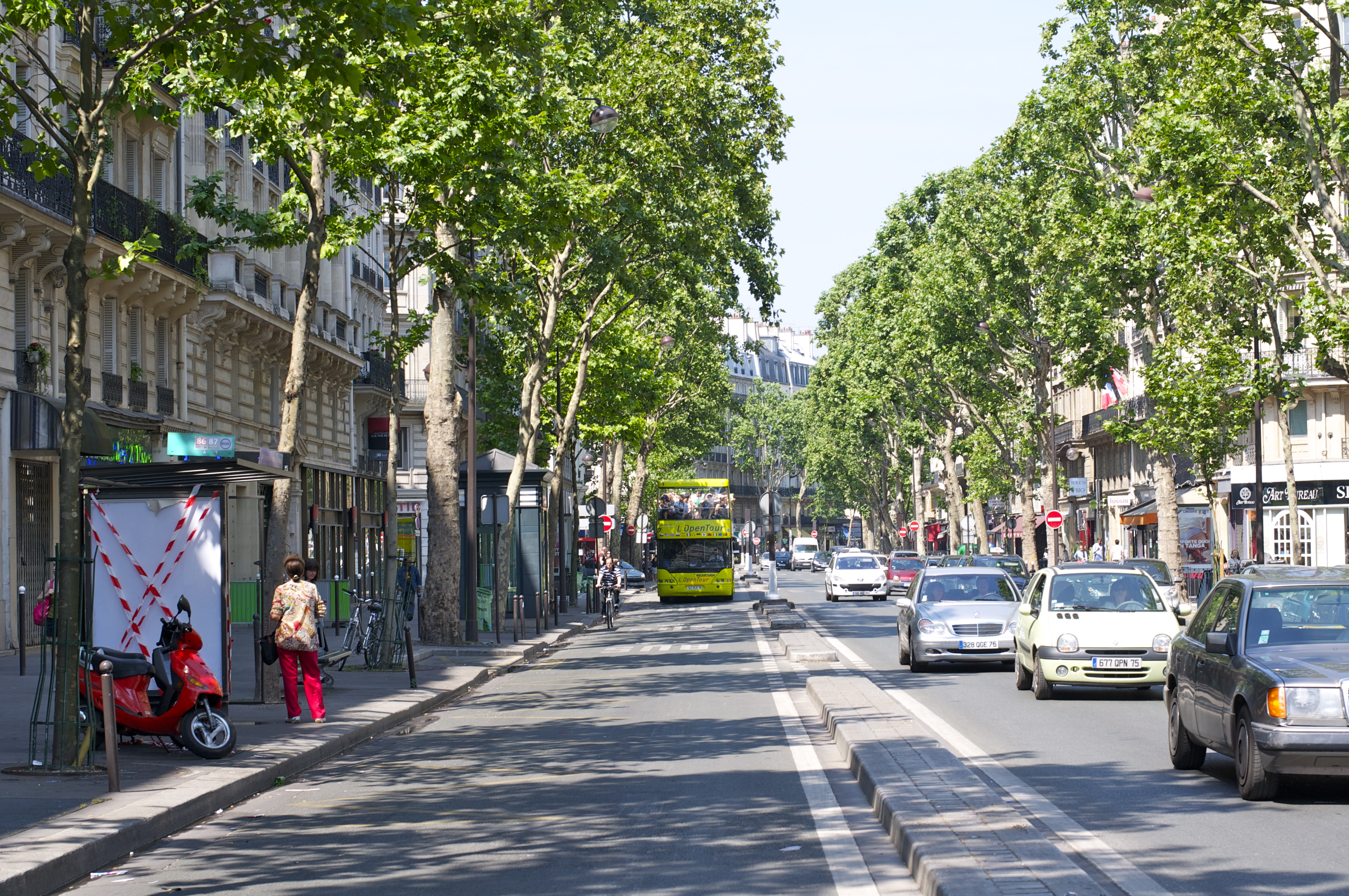
Бульвар Сен-Жермен був розроблений Османом як головна вісь схід-захід.

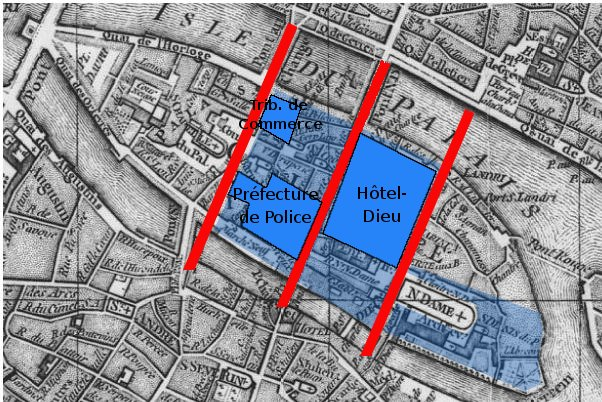
Острів Сіте, трансформований Османом: нові поперечні вулиці (червоні), громадські місця (світло синій) та будівлі (темно-синій).

На першому етапі своєї реконструкції Осман побудував 9467 м нових бульварів вартістю 278 млн франків. Офіційна парламентська доповідь 1859 року показала, що вона «принесла повітря, світло та здоров’я й полегшила циркуляцію в лабіринті, який постійно був заблокований і непрохідний, де вулиці були звивистими, вузькими й темними». Тут працювали тисячі робітників, і більшість парижан були задоволені результатами. Другий етап реконструкції, затверджений імператором і парламентом у 1858 році і розпочатий у 1859 році, був набагато амбітнішим. Осман мав намір побудувати мережу широких бульварів, щоб з'єднати внутрішні частини Парижа з кільцем грандіозних бульварів, побудованих за Людовіка XVIII під час Реставрації, і з новими залізничними станціями, які Наполеон III вважав справжніми воротами міста. Він планував побудувати 26294 м нових проспектів і вулиць за 180 млн франків. План Османа передбачав:
На правому березі:
- Будівництво великої нової площі, Шато-д'О (сучасна площа Республіки). Це передбачало знесення знаменитої театральної вулиці, відомої як «бульвар Злочинів», прославленої у фільмі «Діти райка»; і будівництво трьох нових головних вулиць: бульвар Принца Євгена (сучасний бульвар Вольтера); бульвар Маджента і вулиця Тюрбіго. Бульвар Вольтера став однією з найдовших вулиць міста та центральною віссю східних районів, закінчуючись на площі Престолу (сучасна площа Нації).
- Розширення бульвару Маджента, з метою з'єднати його з новою залізничною станцією, Північним вокзалом.
- Конструкція бульвару Мальшерб, щоб з'єднати площу Мадлен з новим районом Монсо. Будівництво цієї вулиці знищило один із найжахливіших та найнебезпечніших районів міста, шо називався «Маленькою Польщею», який паризькі поліцейські рідко наважувалися відвідувати вночі.
- Нова площа Європи перед вокзалом Сен-Лазар. Станцію обслуговували два нових бульвари, Римська вулиця і вулиця Сен-Лазар. Крім того, було продовжено Мадридську вулицю та інші, зокрема Руанську (сучасна вулиця Обер) та вулицю Алеві, що були побудовані в цьому районі.
- Парк Монсо було переплановано та заново засаджено, а частину старого парку перетворили на житловий квартал.
- Вулиці Лондре і Константинополь, під новою назвою, проспект Віллерс, були розширені до Порт-де-Шампере.
- Площа Зірки, навколо Тріумфальної арки, була повністю перероблена. Зірка нових алей склалась з проспектів Безон, Ваграм; Клебер; Жозефіни (зараз Монсо);  Принца Жерома (тепер Мак-Магона і Ніль); Есслінг (зараз Карно); і ширшого проспекту Сен-Клу (зараз Віктор-Гюго), що формує з Єлисейськими полями та іншими існуючими проспектами – зірку з 12 проспектів[25].
- Проспект Дамешіль було побудоване аж до нового Венсенського лісу, величезного нового парку, який будується на східній околиці міста.
- Пагорб Шайло було вирівняно, а новий квадрат створено на мосту д'Альма. У цьому районі було побудовано три нових бульвари: проспект д'Альма (теперішній Георга V); проспект Імператора (теперішній проспект Президента Вільсона), які з'єднували площі д'Альма, Йєна і Трокадеро. Крім того, у цьому районі було побудовано чотири нові вулиці: Франциска І, П'єра Шаррона, Марбеф і  Маріньян[26].

На лівому березі:
- Два нових бульвари, проспект Боске і проспект Рапп, були побудовані, починаючи від мосту д'Альма.
- Бульвар Тур-Мобур був розширений до мосту Інвалідів.
- Нова вулиця, бульвар Араго, була побудована, щоб відкрити площу Денфер-Рошеро.
- Нова вулиця, бульвар д'Енфер (сьогодні бульвар Распайль) була забудована до перехрестя Севр–Вавілон.
- Вулиці навколо Пантеону на пагорбі Сен-Женев'єв були значно змінені. Була створена нова вулиця, проспект Гобеленів, а частина вулиці Моффетар була розширена. Ще одна нова вулиця, Монж, була створена на сході, а ще  вулиця Клод Бернар – на півдні. Вулиця Суфло, побудована Рамбюто, була повністю перебудована.

На острові Сіте:
Острів став величезним будівельним майданчиком, який повністю знищив більшість старих вулиць і кварталів. Було побудовано дві нові урядові будівлі, Трибунал  комерції і Префектура поліції, які зайняли значну частину острова. Також було побудовано дві нові вулиці, бульвар Палас і вулиця Лютеції. Два мости, міст Сен-Мішель і міст Міняйл були повністю відновлені разом з набережними. Палац правосуддя і площа Дофіна були значно змінені. У той же час Осман зберіг і відновив перлини острова; площа перед Собором Паризької Богоматері була розширена, шпиль собору, знесений під час революції, був відновлений, а Сен-Шапель і стародавній Консьєржері були збережені та відновлені.
Грандіозні проєкти другої черги здебільшого вітали, але й викликали критику. Османа особливо критикували за те, що він взяв велику частину Люксембурзького саду, щоб звільнити місце для сучасного бульвару Распайль, і для зв'язку із бульваром Сен-Мішель. Фонтан Медічі довелося перенести далі в парк, і його реконструювали з додаванням скульптури та довгого басейну з водою. Османа також критикували за зростання вартості його проєктів; орієнтовна вартість 26290 м нових проспектів становила 180 млн франків, але зросла до 410 млн франків. Власники нерухомості, чиї будівлі були експропрійовані, виграли судовий процес, надавши їм право на більші виплати, і багато з них знайшли винахідливі способи збільшити вартість своєї експропрійованої власності, винаходячи неіснуючі магазини та підприємства та стягуючи з міста втрачений дохід.
Осман знайшов творчі способи залучити більше грошей для грандіозних проєктів, обходячи Законодавчу асамблею, схвалення якої було необхідно для збільшення прямих позик. Місто Парижа почало платити своїм підрядникам за проєкти нових робіт ваучерами замість грошей; тоді ваучери були придбані у підрядників міськими кредиторами, головним чином іпотечним банком Креді Фонсьє. Таким чином Осман опосередковано залучив 463 млн франків до 1867 року; 86% цього боргу належало Креді Фонсьє. Цю заборгованість зручно було не включати до міського балансу. Іншим методом було створення фонду, «Caisse des Travaux de Paris», за декретом Наполеона III 14 листопада 1858 року. Імовірно він мав на меті надати місту більшу свободу у виконанні великих проєктів. До цього фонду надійшов дохід від продажу врятованих від знесення матеріалів та від продажу ділянок, що залишилися від експропріації, у сумі 365 млн франків між 1859 і 1869 роками. Фонд витратив набагато більше, ніж прийняв, приблизно 1,2 млрд франків на грандіозні проєкти протягом десяти років свого існування. Щоб компенсувати частину дефіциту, за який відповідало місто Париж, Осман випустив 100 млн франків цінних паперів з фонду, гарантованого містом. Йому було потрібно лише схвалення міської ради, щоб зібрати цю нову суму, і, як і схема ваучерів, цінні папери не були включені до офіційних боргових зобов’язань міста.

### Париж збільшується вдвічі (1860)

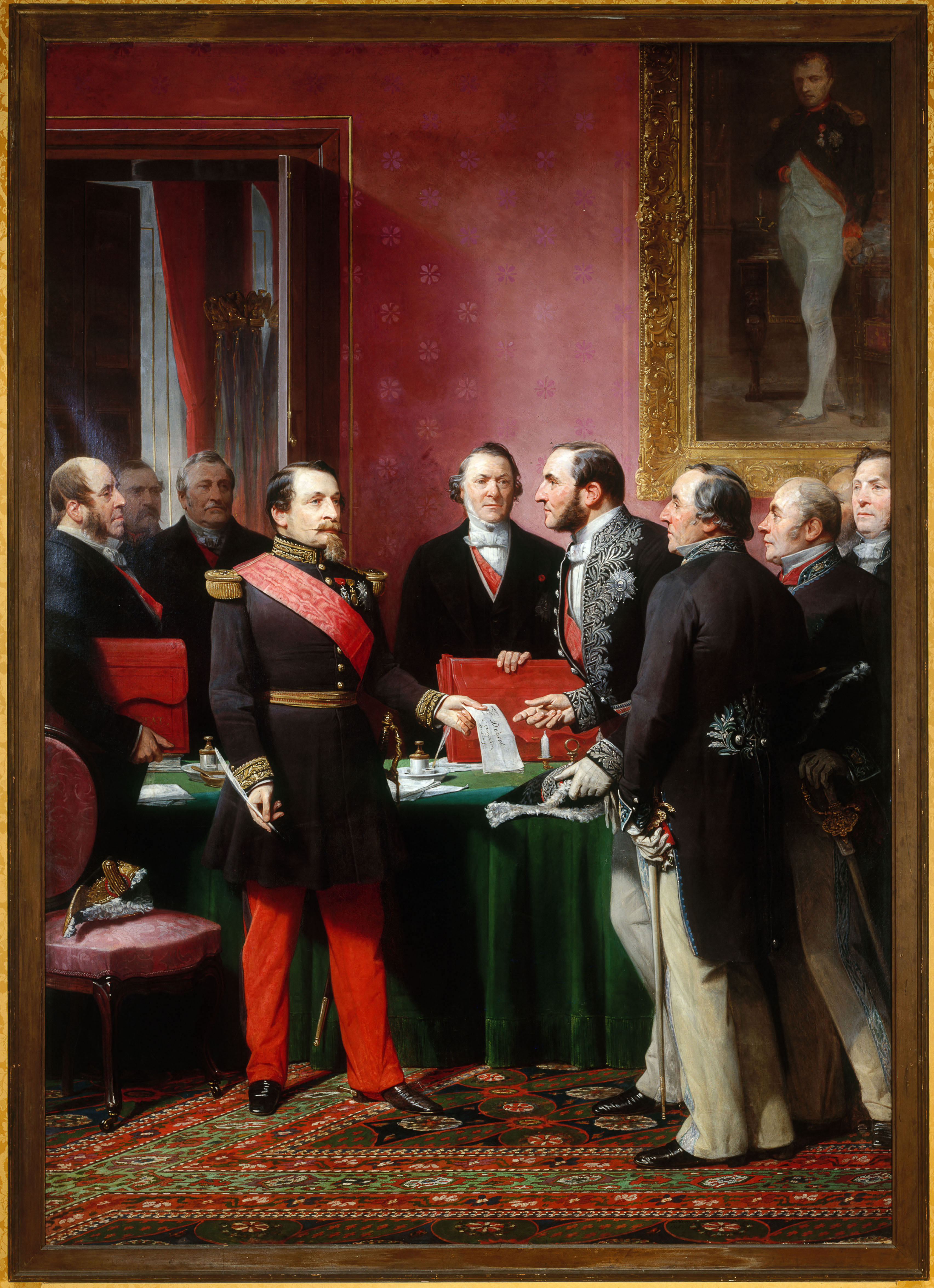
Осман представляє імператору Наполеону III документи щодо приєднання передмість Парижа

1 січня 1860 року Наполеон III офіційно приєднав передмістя Парижа до кільця укріплень навколо міста. До новоприєднаних територій увійшли одинадцять комун: Отей, Батіньйоль-Монсо, Монмартр, Ла Шапель, Пассі, Ла Віллет, Бельвіль, Шарон, Берсі, Гренель і Вожирар, разом із частинами інших окраїнних міст. Мешканці цих передмість були не зовсім раді приєднанню; вони не хотіли сплачувати вищі податки, хотіли зберегти свою незалежність, але не мали вибору; Наполеон III був імператором, і він міг облаштовувати кордони, як вважав за потрібне. Осман також прагнув розширити межі, оскільки розширена база оподаткування забезпечила б життєво важливе фінансування для громадських робіт, які на той час тривали. Численні фабрики та майстерні були засновані в передмістях, деякі спеціально для того, щоб уникнути податку на товари та матеріали, що сплачувався на в'їздах до Парижа. З приєднанням підприємства повинні були сплачувпти податок на сировину та паливо, яке вони використовували. Це був навмисний спосіб перешкоджати розвитку важкої промисловості в околицях Парижа, якої ні Осман, ні міська рада тут не хотіли бачити.
Після приєднання Париж був збільшений з дванадцяти до двадцяти округів, що існують досьогодні. Анексія збільшила площу міста більш ніж вдвічі з 3300 га до 7100 га, а населення Парижа миттєво зросло з 400 000 до 1 600 000 осіб. Приєднання змусило Османа розширити свої плани та побудувати нові бульвари, щоб з’єднати нові округи з центром. Щоб з'єднати Отей і Пассі з центром Парижа, він побудував вулиці Мішель-Анж, Молітор і Мірабо. Щоб з’єднати рівнину Монсо, він побудував проспекти Віллерс, Ваграм і бульвар Мальшерб. Щоб досягти північних округів, він розширив бульвар Маджента з бульваром д'Орнано аж до Порт-де-ла-Шапель, а на сході розширив вулицю Піренеї.

## Падіння Османа та завершення реконструкції
Третій етап реконструкції був запропонований у 1867 та затверджений у 1869 році, але зіткнувся з набагато більшою опозицією, ніж за попередніх етапів. Наполеон III вирішив лібералізувати свою імперію в 1860 році і надати більший голос парламенту та опозиції. Імператор завжди був менш популярним у Парижі, ніж у решті країни, і республіканська опозиція в парламенті зосереджувала свої атаки на Османа. Осман проігнорував критику і взявся до третьої фази, в рамках якої планувалося будівництво 28 км нових бульварів орієнтовною вартістю 280 млн франків.
Третій етап включав в себе такі проєкти на правому березі:
- Ремонт садів Єлисейських полів.
- Закінчення площі Шато д'О (тепер площа Республіки), створення нового проспекту Аманд'є та розширення проспекту Пармантьє.
- Завершення роботи над площею Престолу (тепер площа Нації) і відкриття трьох нових бульварів: проспектів Філіпп-Огюст, Тайбур і Бувін.
- Розширення вулиці Коленкур і підготовка майбутнього Пон-Коленкур.
- Будівництво нової вулиці Шатодон і очищення простору навколо церкви Нотр-Дам де Лоретт, звільнення місця для сполучення між вокзалом Сен-Лазар та Північним вокзалом і Східним вокзалом.
- Обробка місця перед Північним вокзалом. Вулиця Мобеж була продовжена від Монмартра до бульвару Ла Шапель, а вулиця Лафайет була продовжена до Порт-де-Пантен.
- Площа Опери була створена протягом першого та другого етапів; сама опера мала бути побудована на третьому етапі.
- Розширення бульвара Османа від площі Сен-Огюстен до вулиці Тетбу, для з'єднання нового кварталу Опери з кварталом Зірки.
- Створення площі Трокадеро, відправної точки двох нових проспектів, сучасного Президента-Вільсона та Анрі-Мартен.
- Створення площі Віктора Гюго, вихідної точки проспектів Малакова і Бюжо та вулиць Буасьє і Коперніка.
- Завершення кільцевої дороги на Єлисейських Полях із будівництвом проспекту д'Антен (тепер Франкліна Рузвельта) та вулиці Ла Боеті.

На лівому березі:
- Будівництво бульвару Сен-Жермен від моста Згоди до вулиці Бак; розбудова вулиць Сент-Пер і Ренн.
- Розширення вулиці Гасьєр і збільшення площі Монж[37].

Осман не встиг закінчити третій етап, потрапивши незабаром під інтенсивну атаку супротивників Наполеона III. 1867 року один з лідерів парламентської опозиції Жуль Феррі висміяв бухгалтерську практику Османа як «Les Comptes fantastiques d'Haussmann» («Фантастичний (банківські) рахунки Османа»), обігравши слова популярної на той час оперети «Граф Гофман» Оффенбаха. Восени 1867 року програма ваучерів була визнана Рахунковим судом офіційним боргом, а не «відстроченими платежами», як стверджував Османн. Це зробило схему ваучерів незаконною, оскільки місто Париж не отримало дозволу Законодавчих зборів перед позичанням. Місто було змушене вступити в переговори з Креді Фонсьє, щоб перетворити ваучери на звичайний борг. З Креді Фонсьє було укладено дві окремі угоди; місто погодилося виплатити 465 млн франків протягом 40 і 39 років відповідно. Дебати в Законодавчій асамблеї навколо санкціонування цих нових угод тривали 11 сесій, де критикували запозичення Османа, його сумнівні механізми фінансування та керівну структуру міста Парижа. Результатом став новий закон, прийнятий 18 квітня 1868 р., який надав Законодавчим зборам контроль за фінансами міста.
На парламентських виборах у травні 1869 р. кандидати від уряду набрали 4,43 млн. голосів, а опозиційні республіканці — 3,35 млн. голосів. У Парижі республіканські кандидати набрали 234 000 голосів проти 77 000 за кандидатів-бонапартистів і зайняли вісім з дев'яти місць паризьких депутатів. У той же час Наполеон III все частіше хворів, страждаючи від жовчних каменів, які мали спричинити його смерть у 1873 році, і був стурбований політичною кризою, яка призвела до франко-прусської війни. У грудні 1869 року Наполеон III призначив лідера опозиції і запеклого критика Османа Еміля Олів'є новим прем'єр-міністром. У січні 1870 року Наполеон поступився вимогам опозиції і попросив Османа піти у відставку. Осман відмовився, і імператор неохоче звільнив його 5 січня 1870 року. Вісім місяців потому, під час франко-прусської війни, Наполеон III був захоплений у полон німцями, а Імперія була повалена.
У своїх мемуарах, написаних багато років потому, Осман так прокоментував своє звільнення: «В очах парижан, які люблять рутину в речах, але мінливі, коли справа стосується людей, я зробив дві великі помилки: протягом сімнадцяти років я порушив їхні щоденні звички, перевернувши Париж догори дном, і їм довелося дивитися на те саме обличчя префекта в Отелі-де-Вілль. Це були дві непрощенні скарги».
Наступник Османа на посаді префекта Сени призначив Адольфа Альфана, керівника департаменту парків і плантацій Османа, директором робіт Парижа. Альфан поважав основні концепції свого плану. Попри інтенсивну критику Наполеона III і Османа під час Другої імперії, лідери нової Третьої республіки продовжили та завершили його проєкти реконструкції.
- 1875: завершення будівництва Паризької опери
- 1877: завершення будівництва бульвару Сен-Жермен
- 1877: завершення будівництва проспекту Опери
- 1879: завершення будівництва бульвару Генріха IV
- 1889: завершення будівництва проспекту Республіки
- 1907: завершення будівництва бульвару Распайль
- 1927: завершення будівництва бульвару Османа[43].

## Спадщина
Реконструкція барона Османа в Парижі покращила якість життя в столиці. Епідемії захворювань (за винятком туберкульозу) припинилися, рух транспорту покращився, а нові будівлі були функціональними та краще побудовані, ніж їхні попередники. Перетворення Другої імперії залишили такий слід в міській історії Парижа, що всі наступні тенденції та впливи були змушені базуватися, адаптуватися, відкидати, або повторно використовувати деякі його елементи. Попри одноразове втручання у планування стародавніх районів Парижа, залишилися осередки нездоровості, що пояснює відродження як гігієнічних ідеалів, так і радикальність деяких планувальників XX ст. Кінець «чистого османізму» можна простежити в міському законодавстві 1882 і 1884 років, яке покінчило з одноманітністю класичної вулиці, дозволивши фасади в шаховому порядку і творчість для архітекторів на рівні даху, що значно розвинеться після подальшої лібералізації обмежень законом 1902 року. Цей період часто оцінюють як «постосманівський», що  відкидав лише суворість архітектури епохи Наполеона, не ставлячи під сумнів саме містобудування. Через століття після правління Наполеона III нові потреби в житлі та поява нового волюнтаризму П'ятої республіки розпочали нову еру паризького урбанізму. Нова ера відкинула османівські ідеї в цілому, щоб охопити ідеї, представлені такими архітекторами, як Ле Корбюзьє, у відмові від нерозбитих фасадів з боку вулиць, обмеження розмірів і розмірів будівлі і навіть закриття самої вулиці для автомобілів зі створенням відокремлені місця без автомобілів між будинками для пішоходів. Ця нова модель була швидко поставлена під сумнів у 1970-х роках, у період, коли було відбулося переосмислення спадщини Османа: нове рекламування багатофункціональної вулиці супроводжувалося обмеженнями моделі будівлі, а в деяких кварталах — спробою заново відкрити архітектурну однорідність вулиць Другої імперії. Деякі паризькі приміські міста, наприклад Іссі-ле-Муліно і Пюто, побудували нові квартали, які навіть під назвою «Османівських кварталів» претендують на спадщину Османів. Бельгійська столиця Брюссель також наслідувала цей приклад наприкінці XX ст. і провела масштабні (але менші в порівнянні з Парижем) знесення та реконструкцію, вирізавши нові центральні бульвари, які дотримувались прямої лінії та побудові ряду будівель у стилі Османа.